# مارغريت دانر
مارغريت دانر (بالإنجليزية: Margaret Danner)‏ هي كاتِبة وشاعرة أمريكية، ولدت في 1915، وتوفيت في 1984.